# Rex Perpetuus Norvegiae

Das Reichswappen Norwegens, 1280 wurde die Olavsaxt, das Heiligenattribut Olavs, dem Löwen hinzugefügt (Sverre Morken, 1992)

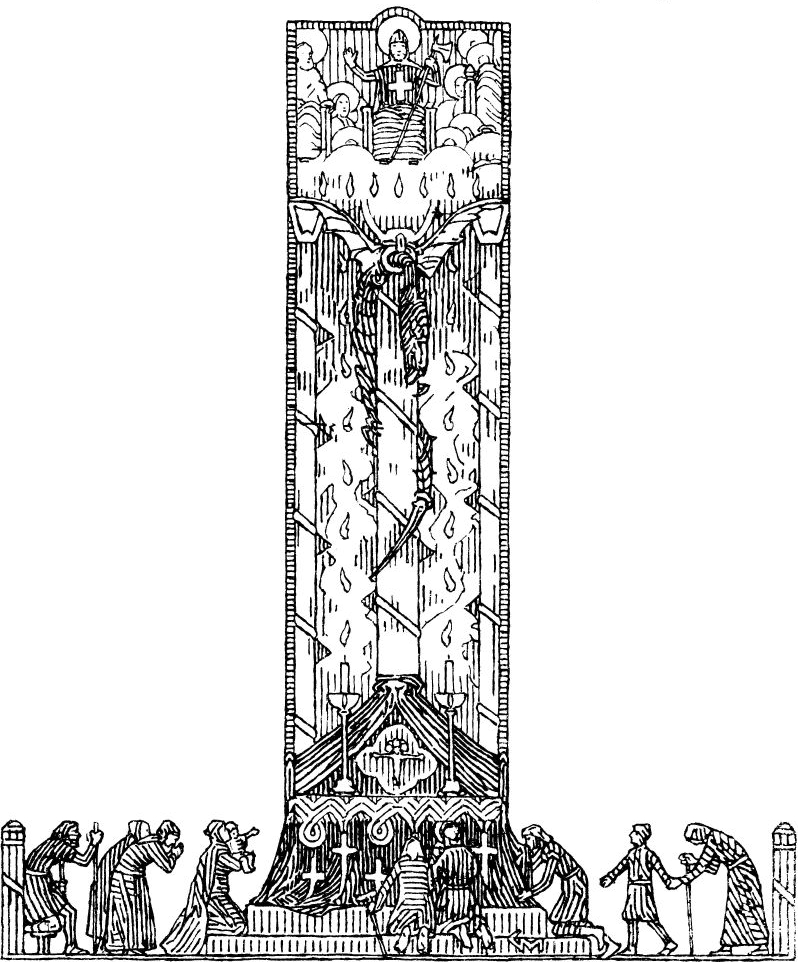
Moderne Illustration des „Heiligenstatus“ Olavs (Gerhard Munthe, 1899)

Rex Perpetuus Norvegiae (Latein für Ewiger König Norwegens; im Norwegischen Norges Evige Konge) ist eine Bezeichnung für Olav den Heiligen aus der zweiten Hälfte des 12. Jahrhunderts.

## Variante
Rex Perpetuus Norvegiae, auch „Norvegiæ“ geschrieben, ist heute die gewöhnliche Variante dieser Bezeichnung. In der Historia Norvegiae wird die Variante Perpetuus rex Norvegiæ benutzt.

## Ursprung
Die Bezeichnung „Perpetuus rex Norvegiæ“ taucht in den schriftlichen Quellen nur in der anonymen Historia Norwegiæ aus der zweiten Hälfte des 12. Jahrhunderts auf.
Die Vorstellung, dass Olav der Heilige ewiger König Norwegens sei, tritt in einem Privilegienbrief von König Magnus Erlingsson von Norwegen, dessen Datum nicht bekannt ist, an Erzbischof Øystein von Trondheim, die übrigen Bischöfe des Reichs und an das Volk entgegen, ohne dass der Ausdruck selbst als Titel verwendet wird. Darin heißt es in der Einleitung, dass er die Herrschaft und die Krone von Gott durch die Hand des Erzbischofs erhalten habe, und er weihe nun das Reich dem heiligen Olav nächst dem Herrn selbst. Er wolle das Reich schützen als dessen Odal und das Gesetz und das Recht nach dem Vorbild Olavs verteidigen und das Reich als dessen Stellvertreter und Vasall verwalten. Zum Zeugnis dessen solle seine Krone nach seinem und späterer Könige Tod der Domkirche geopfert werden, die sie bereits in Verwahrung habe.
Die Datierung des Privilegienbriefes ist für politische Entwicklung in der Zeit zwischen 1161 und 1170 nicht unwichtig. Im Thronfolgegesetz, das auf 1263/1264 datiert wird, heißt es nämlich:
„Nach dem Tode des Königs soll die Krone für seine Seele geopfert werden und auf Dauer dort hängen, Gott und dem heiligen König Olav zur Ehre, so, wie es von König Magnus, dem ersten gekrönten König Norwegens, gelobt worden ist.“ Vom ewigen König Olav ist nicht die Rede.
In den Regesta Norvegica wird dazu angemerkt, dass zu bezweifeln sei, dass der noch unmündige König einen solchen weitreichenden Privilegienbrief verfasst haben könnte. Es gebe einen Hinweis darauf, dass der König nach Eintritt der Volljährigkeit an Ostern 1170 noch einmal gekrönt worden sei und er anlässlich dieser Krönung den Brief verfasst habe. Jedenfalls kann das Privileg nicht nach 1172 ausgestellt sein, da der Erzbischof danach nicht mehr Erzbischof von Trondheim, sondern Erzbischof von Nidaros genannt wurde. Dazu werden folgende Möglichkeiten aufgezeigt: Es könnte sich um einen späteren Einschub in den Text handeln, oder König Magnus gab dieses Versprechen schon bei seiner Krönung 1163/1164, oder die Datierung des Thronfolgegesetzes sei falsch. Im Fall der falschen Datierung des Thronfolgegesetzes könnte 1170 eine Neukrönung stattgefunden haben. Dieses Thronfolgegesetz wurde 1260 von König Håkon Håkonsson durch ein neues Thronfolgegesetz abgelöst. In ihm kam die Passage über die Opferung der Krone nicht mehr vor.

## Ideologie
In dem Privilegienbrief bezeichnet sich ein norwegischer König zum ersten Mal als „König von Gottes Gnaden“. Die Christianisierung hatte noch keine tiefen Wurzeln im Volk geschlagen. Erzbischof Øystein, er war erst der zweite Erzbischof in Norwegen, trieb die Olavs-Ideologie energisch voran, wie an diesem offensichtlich in seinem Sinne geschriebenen Privilegienbrief zu ersehen ist. Danach war es der Heilige Olav, der den Norwegern das „gute, alte Recht“ gegeben hatte. Auch die Gesetzesänderungen in der Regierungszeit von König Magnus wurden als Ausgestaltungen und Verschriftlichung der Prinzipien des idealen Königs Olav interpretiert.  So trug Øystein dazu bei, dass König Olav zum großen, mystischen Gesetzgeber stilisiert wurde.
Die Vorstellung vom Reich als St. Olavs Odal und vom König als dessen Lehnsnehmer stärkte das Prestige der Kirche in Nidaros und die Autorität des Erzbischofs. Auf der anderen Seite gab dieses Lehnsverhältnis zu dem Heiligen König Magnus und dessen Königtum eine besondere religiöse Weihe, die seine Stellung in der Verteidigung gegen seine Gegner zu stärken geeignet war. Diese war durchaus vonnöten, da der Zentralisierung unter einem König immer noch Widerstand entgegenschlug und vor allem Sverre ihm das Königtum streitig machte. Letztendlich half sie ihm aber nicht, denn er wurde von Sverre geschlagen und getötet.
König Magnus passte seine Herrscherideologie konsequent den kontinentalen Vorbildern an. Sein Ziel war, ein in ihm personifiziertes Einkönigtum durchzusetzen. Bislang waren alle Söhne eines Königs gleichberechtigte Erben und damit Könige gewesen. Über dieses Königtum sollte eine norwegische Reichskirche ihren Einfluss unter Führung des Erzbischofs in Nidaros ausüben. Während zu Beginn der Bürgerkriegszeit König und Königtum weitgehend identisch waren, wurde eine Generation später das Königtum ideologisch und organisatorisch zu einer eigenen Institution, der sich der jeweilige König unterzuordnen und ihr zu dienen hatte. Diese Umdeutung war offenbar auf Erzbischof Øystein zurückzuführen.

## Rezeption
Wenn auch die Bezeichnung „Perpetuus rex Norvegiae“ in den schriftlichen Quellen außer der Historia Norvegiæ nirgends verwendet wird, so blieb dieser Gedanke weiterhin im Hintergrund virulent. König Magnus lagabætir wählte 1280 als Reichswappen den goldenen Löwen auf rotem Grund, der eine Axt in seinen Pfoten hält. Diese Axt ist das Heiligenattribut des heiligen Olav und greift damit die Ideologie des „Perpetuus rex Norvegiae“ auf. Als 1814 nach einer neuen Flagge für Norwegen gesucht wurde, trugen viele der eingereichten Vorschläge den Löwen mit Axt. Er wurde gemäß der Verordnung vom 27. Februar 1814 auch in die damalige norwegische Nationalflagge aufgenommen. Am 21. August 1847 wurde der Königlich Norwegische Orden des heiligen Olav oder nur Olav-Orden durch König Oskar I. von Schweden und Norwegen gestiftet. 1889 hatte das „Nordmøre Landwehrbataillon“ den Löwen mit Axt bereits in seine Fahne übernommen, und 1913 folgte das „Infanterie-Regiment Nord-Trøndelag“ diesem Beispiel.

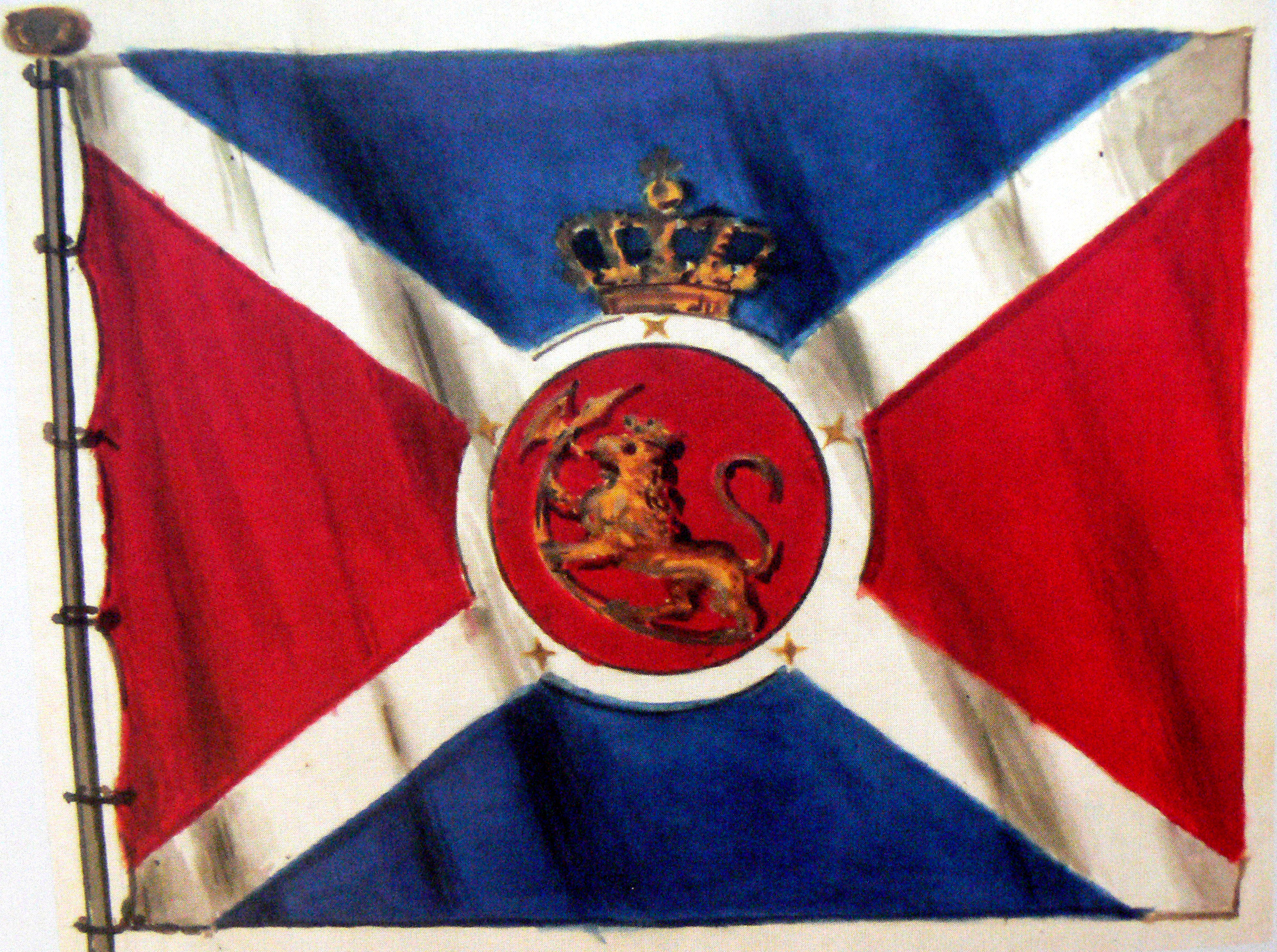
Vorschlag von 1821 für eine norwegische Flagge
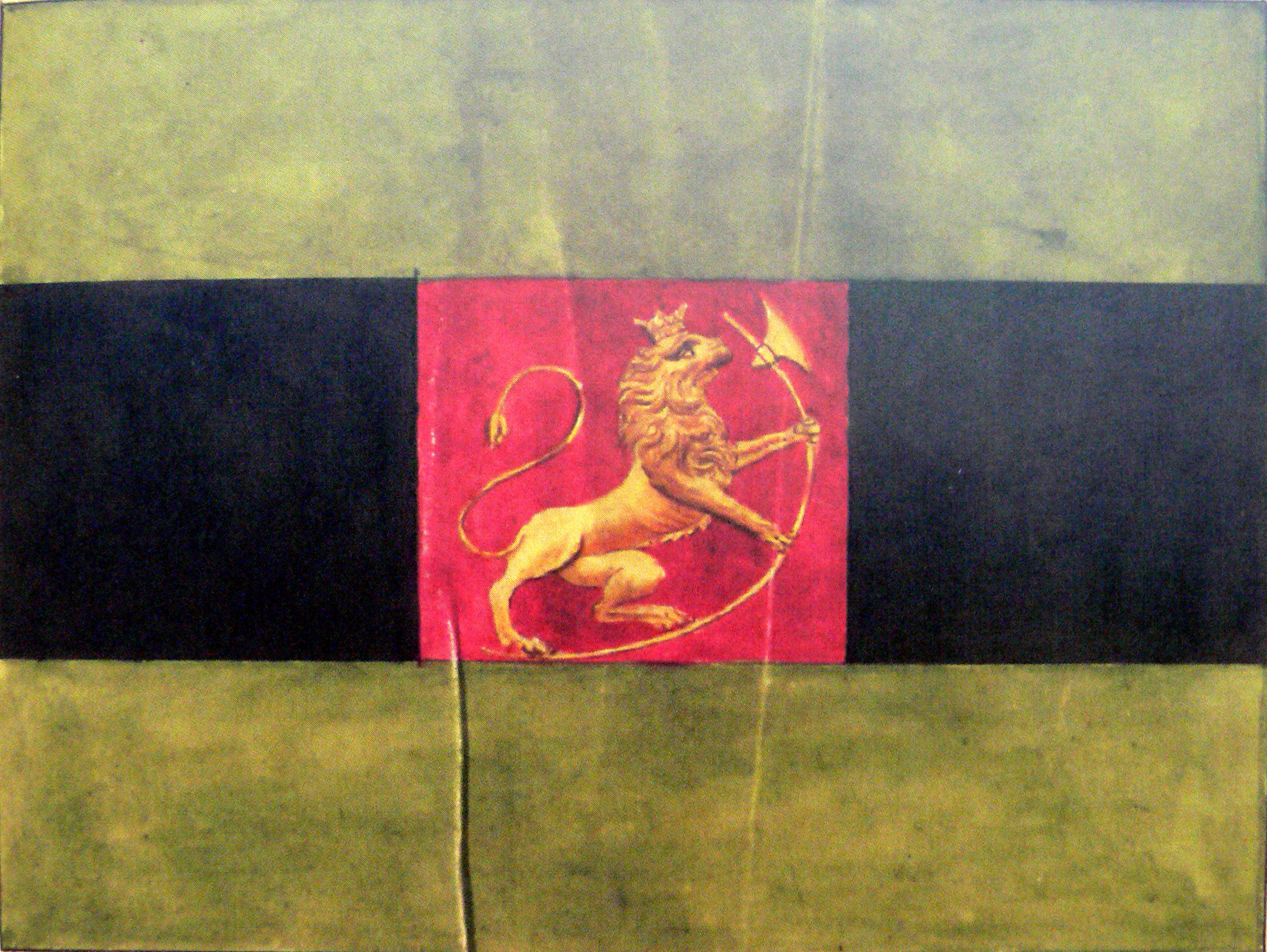
Vorschlag von 1821 für eine norwegische Flagge
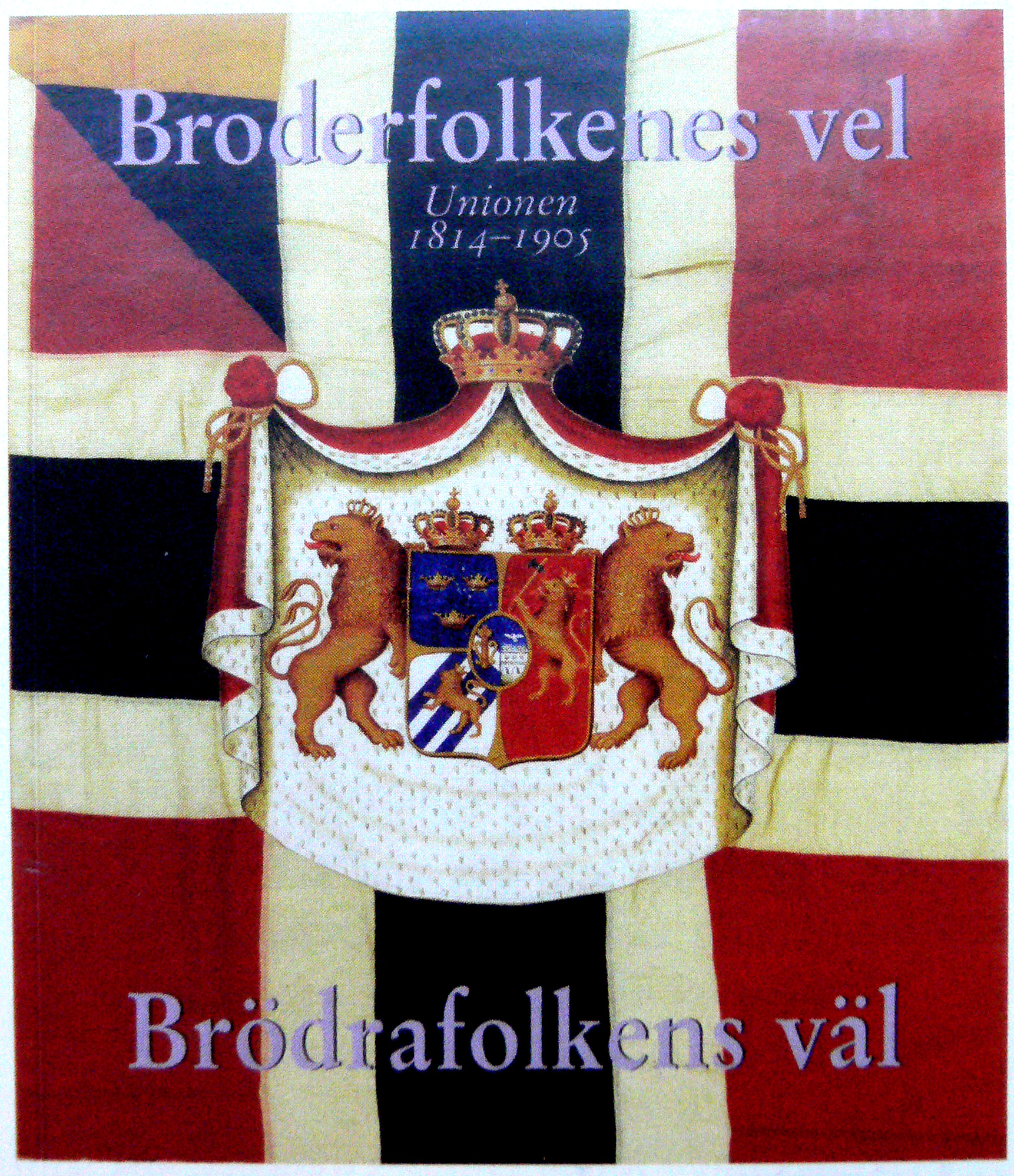
Jubiläumsfahne 1905
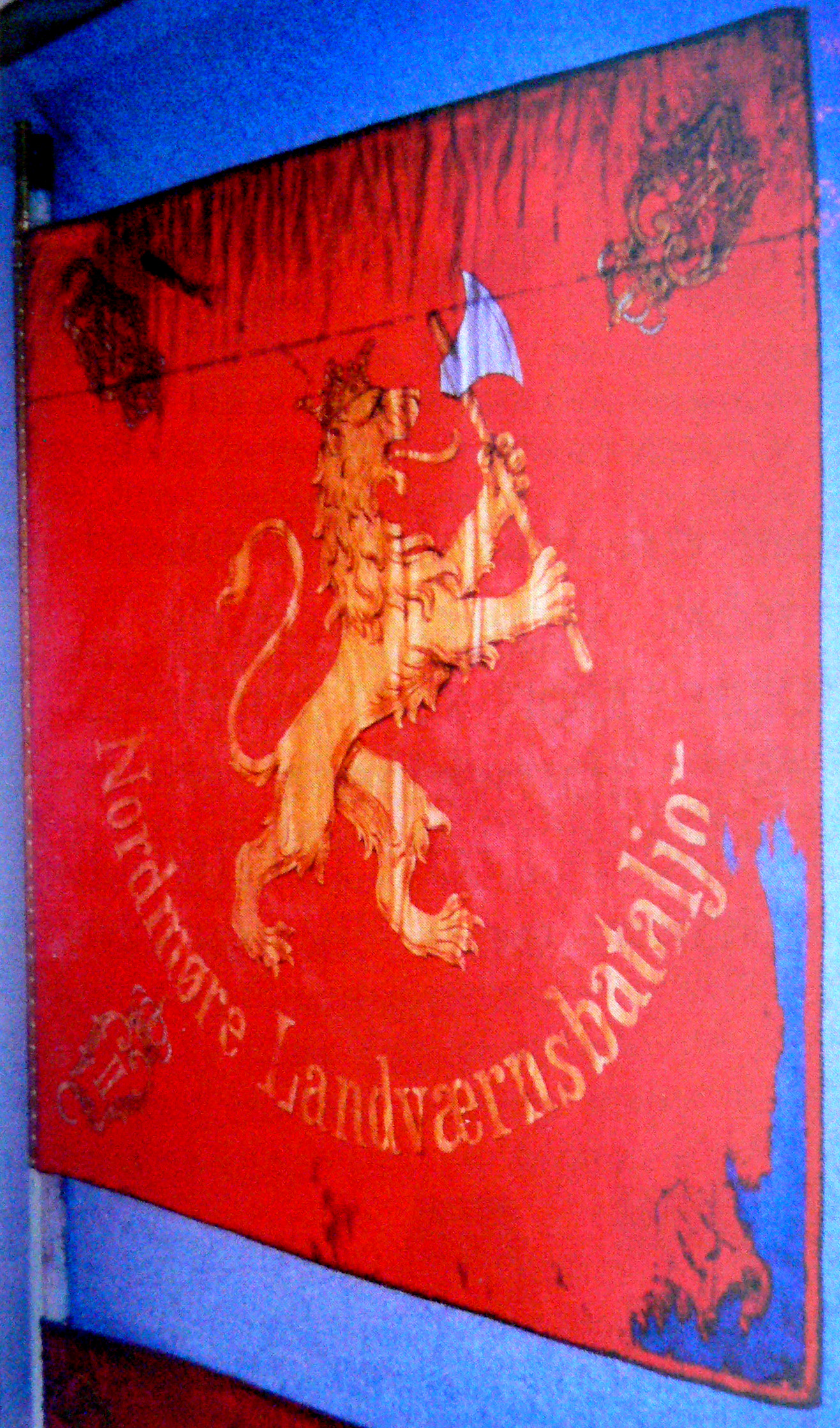
Fahne des Nordmøre Landwehrbataillons von 1889
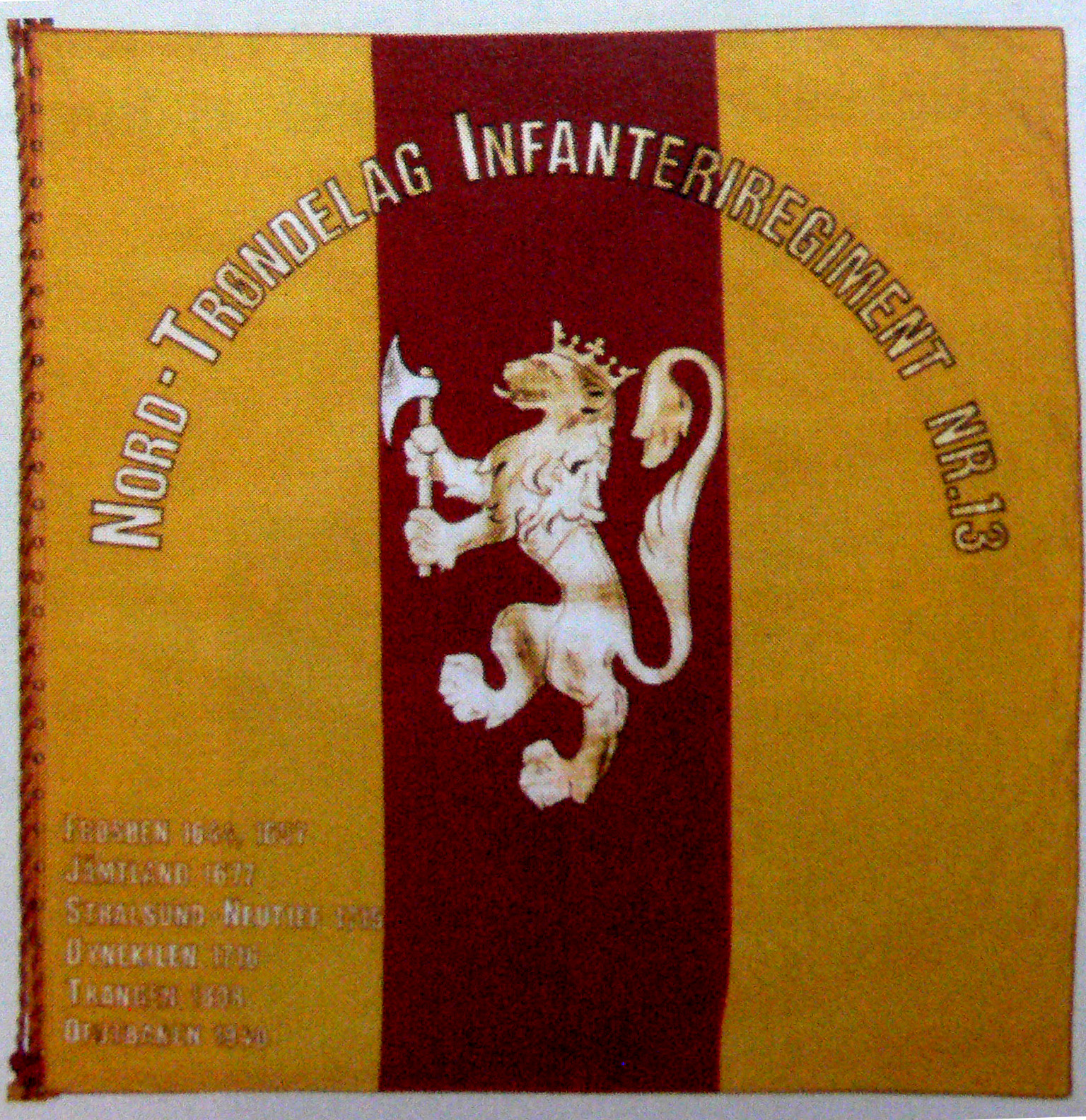
Fahne des Infanterieregiments Nord-Trøndelag von 1913